# Fluorid jodičný
Fluorid jodičný je interhalogen se vzorcem IF5. Je to bezbarvá nebo nažloutlá kapalina. Poprvé byl připraven v roce 1891 Henrim Moissanem spalováním pevného jodu v plynném fluoru. Tato exotermní reakce se stále využívá, jen za optimalizovaných podmínek.
I2 + 5 F2 → 2 IF5

## Reakce
Fluorid jodičný je silné oxidační a fluorační činidlo. Reaguje prudce s vodou za vzniku kyseliny fluorovodíkové a jodičné:
IF5 + 3 H2O → HIO3 + 5 HF
V kapalném stavu je slabě ionizovaný, stupeň ionizace lze zvýšit přídavkem fluoridu draselného. Z roztoku lze pak izolovat KIF6:
IF5 ↔ IF +
4  + IF -
6 
Jako jediný interhalogen tvoří adukty s XeF2 a XeF4:
XeF2 + 2 IF5 ↔ XeF2·2IF5